# تومي لانغ
تومي لانغ (بالإنجليزية: Tommy Lang)‏ (3 أبريل 1906 في المملكة المتحدة - ) هو لاعب كرة قدم بريطاني في مركز الهجوم. لعب مع إيبسويتش تاون وسوانزي سيتي وكوين أوف ساوث ومانشستر يونايتد ونيوكاسل يونايتد وهدرسفيلد تاون وLarkhall Thistle F.C. ‏.